# Wognum
Wognum (uitspraakⓘ) is een dorp in de gemeente Medemblik in de Nederlandse provincie Noord-Holland. Het heeft een oppervlakte van 21,42 km², en een inwonertal van 6.385 (2023). Het is gelegen in de regio West-Friesland, net ten noorden van de stad Hoorn.

## Geschiedenis en situering
Wognum is een oude plaats. De plaats zou rond 900 zijn ontstaan, archeologische vondsten wijzen hierop. Ook werd het gebied rond de Bronstijd al bewoond, er werden vuistbijlen en pijlpunten uit die tijd aangetroffen in het gebied tussen de huidige straten Oosterwijzend en Dorpsstraat in Wognum.
In 980 werd de plaats voor het eerst genoemd en wel in een kerkenlijst van de Abdij van Echternach. Daarin kwam de plaats voor als Wokgunge. In 1063 kwam de plaats voor als Woggunghem in een oorkonde. Er was sprake van een kapel waar nu de hervormde kerk staat van Wognum. Deze kapel behoorde toe aan de abdij van Heiloo. Latere schrijfwijzen waren onder meer Wognem (1083), Woghenem (1156) en Woggenum (1544). De plaats zou kunnen verwijzen naar de plaats van de persoon of familie Wok of Wokke. Naast de Westfriese benaming Woggem en Woggelum werd de naam soms ook weleens (foutief) geschreven als Wochnum analoog aan Wochmar en het oud-Hollands Wochmeer (Wogmeer).
Wognum is gelegen op de oever van een oude stroomgeul. De oever is opgebouwd uit zavelgrond. Net buiten de woonkern bevindt zich tussen Oude Gouw - Kerkstraat en de oude veenstroompjes bij de Baarsdorpermeer/Lekermeer een oude waaierverkaveling. De waaierverkaveling is een overblijfsel van ontginningsperiode uit de vroege middeleeuwen van het veengebied. Hierbij behoort de Kromme Leek, die begint bij het Baarsdorpermeer meanderend langs Wognum en via de Zwaagdijk naar Medemblik loopt. De kronkelige loop is zo veel mogelijk behouden gebleven bij de latere ruilverkaveling tussen Wognum en Medemblik.
In de 15e eeuw was de visvangst de grootste bron van inkomsten. Wognum profiteerde in 17e eeuw ook sterk van de scheepvaart van de nabijgelegen stad Hoorn. Ondanks dat in de 19e eeuw Wognum een typisch agrarische gemeente was geworden werd bij het ontstaan van de fusiegemeente Wognum in 1979 de drie baarzen in het gemeentewapen overgenomen van de daarin opgaande gemeente Nibbixwoud, die net als Wognum in 19e eeuw een agrarisch karakter had gekregen.
Bij zowel Wognum en als Nibbixwoud staan duizenden fruitbomen. De fruitteelt was een belangrijk onderdeel van de agrarische sector. De bewoning van Wognum is een combinatie van agrarische panden en meer stedelijke bebouwing in het centrum.

## Bestuurlijke geschiedenis
Wognum is van oudsher een van de bannen van het West-Friese ambacht Drechterland. In 1414 werden aan Wognum, samen met de bannen Nibbixwoud, Hauwert en Wadway, stadsrechten verleend. Lang heeft deze stede Wognum niet zelfstandig bestaan: in 1426 werden haar de stadsrechten alweer ontnomen, waarschijnlijk als 'straf' vanwege de keuze van het 'verkeerde' kamp in de Hoekse en Kabeljauwse twisten. De stede Wognum werd onder de hoge jurisdictie van Hoorn gebracht en heeft, in tegenstelling tot veel van de andere gestrafte West-Friese 'plattelandssteden', haar rechten niet meer volledig teruggekregen. Zij kwam, integendeel, steeds verder onder de invloed van Hoorn te staan. Pas aan het einde van het ancien régime (1795, het begin van de Franse tijd in Nederland) verkreeg Wognum weer een mate van zelfstandigheid, aanvankelijk als de stede Berkhout en Wognum c.a., later de stede Wognum c.a. Dit was van korte duur: in 1803 verkreeg Hoorn weer de hoge jurisdictie, tot 1811. In dat jaar vond een grote bestuurlijke en gerechtelijke hervorming plaats. De oude steden en de meeste van hun rechten werden vervallen verklaard, en er werden gemeenten ingevoerd. De hoge jurisdictie werd aan de steden ontnomen en aan van de steden onafhankelijke rechtbanken en gerechtshoven toegekend.
De gemeente Wognum die in 1811 werd ingesteld, omvatte ruwweg de oude banne Wognum. Al een jaar later kwam daar de gemeente Wadway bij. Het grondgebied van deze gemeente bleef daarna vrijwel onveranderd tot 1979. In dat jaar fuseerde zij met de toenmalige gemeente Nibbixwoud, die Nibbixwoud en Hauwert omvatte. Hauwert kwam echter bij de gemeente Noorder-Koggenland. De nieuwe gemeente Wognum werd opgeheven op 1 januari 2007, en haar grondgebied kwam in zijn geheel bij de nieuwe gemeente Medemblik die per 1 januari 2011 werd uitgebreid met de voormalige gemeentes Wervershoof en Andijk, waarmee de gemeente Medemblik nu qua oppervlak de grootste is in West-Friesland.

## Cultuur en sport
De handbalvereniging Westfriesland SEW komt eigenlijk uit Nibbixwoud maar de zaalwedstrijden worden gespeeld in Wognum, in de nieuwe internationale Westfrieslandhal. SEW is bekend vanwege het damesteam, dat op het hoogste niveau speelt. In Nederland werd het damesteam al meerdere malen landskampioen in de eredivisie. Hierdoor speelt het team ook internationaal. Verder is er ook nog de sportvereniging Spartanen met handbal- en voetbalvelden.
Het bekendste zangkoor was het Jacob Kwastkoor, een gemengd koor dat meestal 'De Wognummers' werd genoemd. Het koor kreeg bekendheid in de periode dat het gedirigeerd werd door Willem Saal. Het deed zo'n zestig uitvoeringen per jaar. Het koor trad vanaf 1909 ook op in het buitenland. Inmiddels bestaat dit koor niet meer, maar zijn er diverse andere koren.
Elk jaar wordt op de vrijdag na Hemelvaartsdag een kortebaandraverij verreden op de Kerkstraat. Vanaf de donderdag van Hemelvaart tot en met de zondag daarop vindt ook jaarlijks de Wognumse kermis plaats.

## Varia
Wognum is in het begin van de 21e eeuw bekend geworden door de voormalige DSB Bank van Dirk Scheringa, deze was in Wognum gevestigd en ging in 2009 failliet. Het voormalige bankgebouw is per 1 januari 2011 in gebruik genomen als het nieuwe gemeentehuis van de gemeente Medemblik.

## Bekende (oud-)inwoners
- John Appel, documentairemaker
- Cor Bakker, pianist
- Frans van Buchem (1897-1979), medicus en hoogleraar
- Edith van Dijk, zwemster
- Shalisa van der Laan, zangeres
- Barbara de Loor, schaatsster
- Hans Otjes, komiek en paragnost
- Willem Saal (1868-1917), koordirigent
- Dean Saunders, zanger
- Esther Schouten, boksster
- Jeroen Tesselaar, voetballer

## Fotogalerij

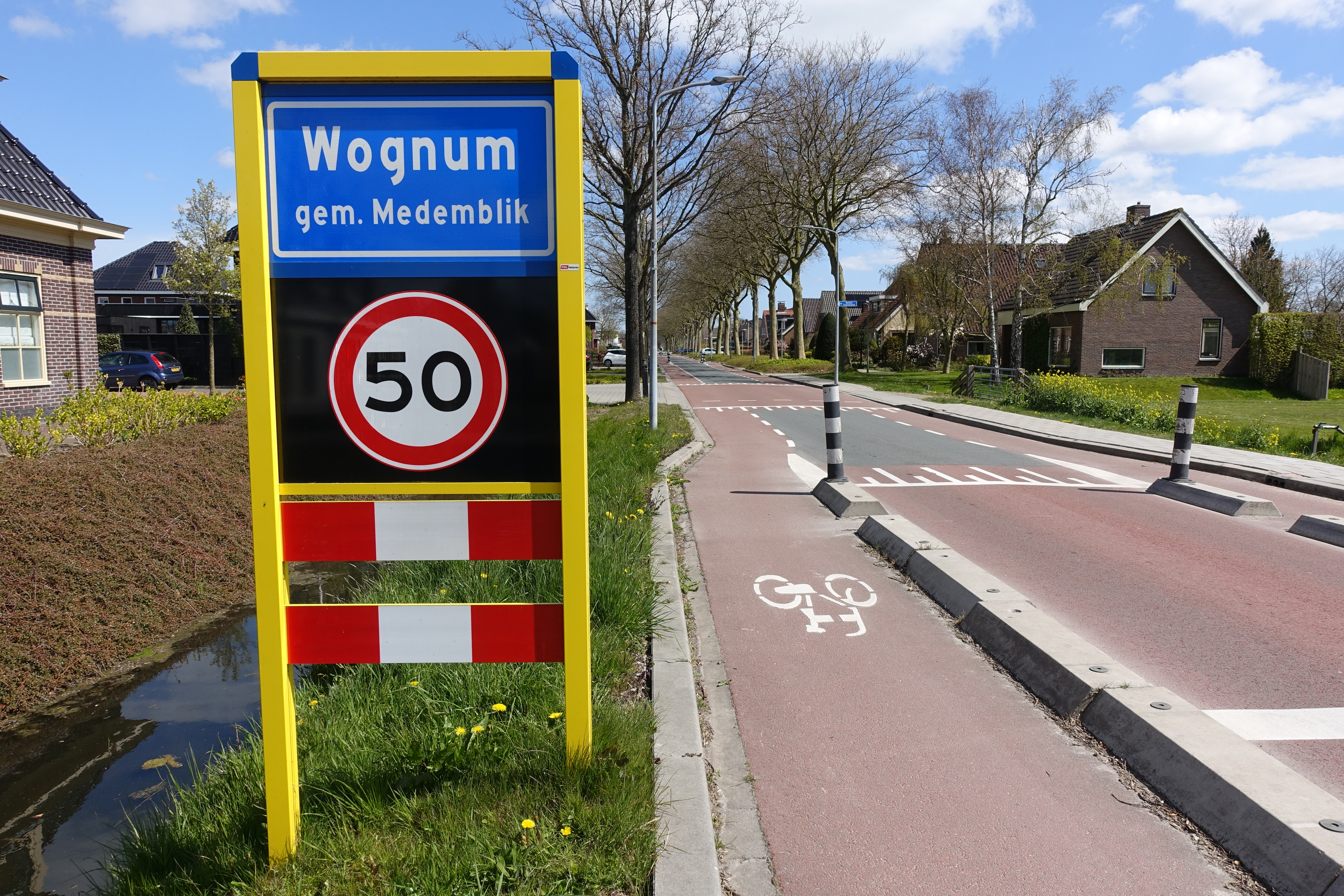
Bebouwde kombord aan de Kerkweg.
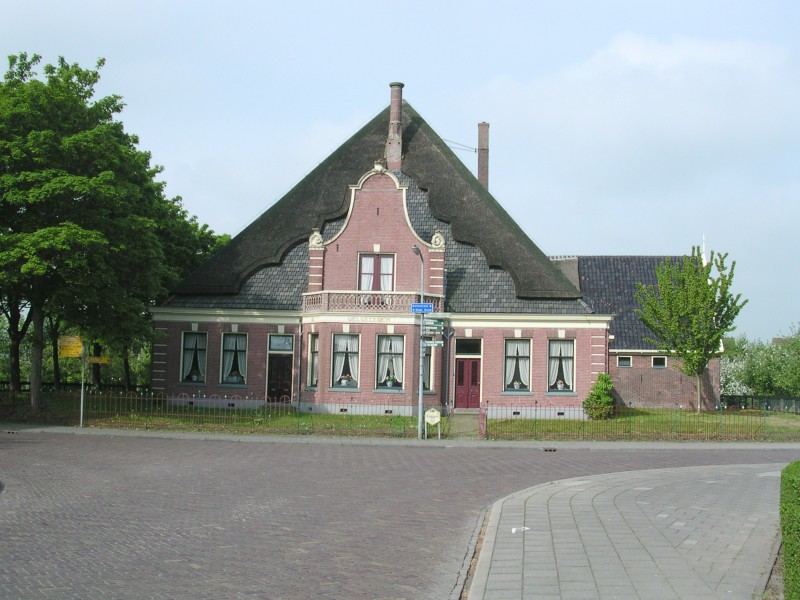
Stolpboerderij uit 1879.
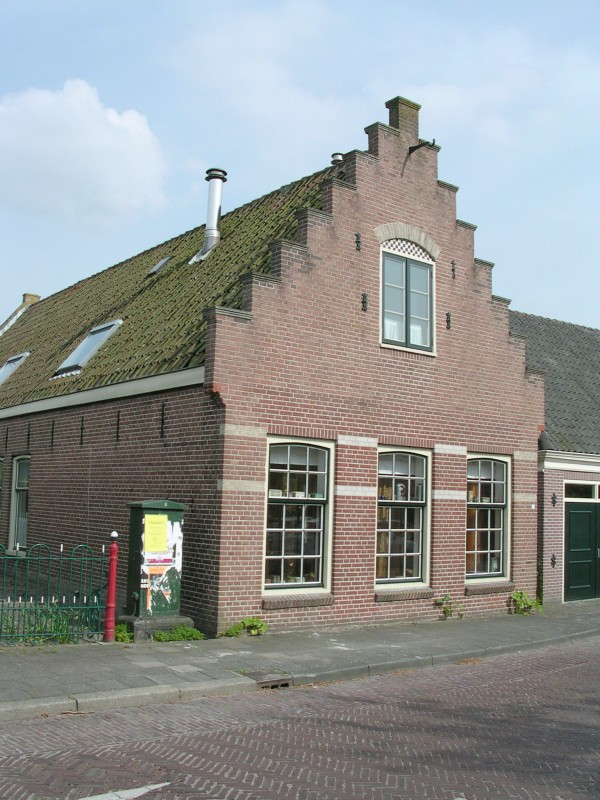
trapgevelhuis
- Bioscoopjournaal uit december 1950. Juffrouw Bos uit Wognum heeft 45 jaar ervaring met het op de juiste manier aanbrengen van plooien in de zgn. hul, de kanten hoofddoek van de Westfriese vrouwen.